# Буранг (повіт)
30°38′37″ пн. ш. 81°26′40″ сх. д. / 30.643611111111° пн. ш. 81.444444444444° сх. д.
Буранг (кит. 普兰县, пін. Pŭlán Xiàn, трансліт. Burang) — один із повітів КНР у складі префектури Нгарі, Тибетський автономний район. Адміністративний центр — містечко Буранг.

## Географія
Буранг розташовується між Кайласом і хребтом Гуранс-Гімал у верхів'ях Ґхаґхари, у середньому лежить на висоті близько 3900 метрів над рівнем моря. У центрі повіту знаходиться озеро Мапам-Юмцо.

### Клімат
Повіт лежить у зоні так званої «гірської тундри», котра характеризується кліматом арктичних пустель. Найтепліший місяць — липень із середньою температурою 14,7 °C. Найхолодніший місяць — січень, із середньою температурою -7,4 °С.
| Клімат повіту Буранг                               | Клімат повіту Буранг | Клімат повіту Буранг | Клімат повіту Буранг | Клімат повіту Буранг | Клімат повіту Буранг | Клімат повіту Буранг | Клімат повіту Буранг | Клімат повіту Буранг | Клімат повіту Буранг | Клімат повіту Буранг | Клімат повіту Буранг | Клімат повіту Буранг | Клімат повіту Буранг |
| Показник                                           | Січ.                 | Лют.                 | Бер.                 | Квіт.                | Трав.                | Черв.                | Лип.                 | Серп.                | Вер.                 | Жовт.                | Лист.                | Груд.                | Рік                  |
| Середній максимум, °C                              | 0,2                  | 1,3                  | 5,4                  | 10,6                 | 15,2                 | 19,4                 | 21,5                 | 20,8                 | 18,3                 | 12,6                 | 8,3                  | 4,5                  | 11,5                 |
| Середня температура, °C                            | −7,4                 | −6                   | −1,9                 | 3,4                  | 7,9                  | 12,4                 | 14,7                 | 14,1                 | 11,2                 | 4,5                  | −0,5                 | −4,4                 | 4                    |
| Середній мінімум, °C                               | −13,8                | −12,4                | −8,3                 | −2,7                 | 1,7                  | 6,5                  | 9,3                  | 8,9                  | 5,3                  | −2,3                 | −7,5                 | −11,3                | −2,2                 |
| Норма опадів, мм                                   | 12.6                 | 16.4                 | 19.4                 | 10.4                 | 6.8                  | 11.7                 | 18.5                 | 25.6                 | 11.3                 | 7.7                  | 3.8                  | 3.1                  | 147.3                |
| Вологість повітря, %                               | 41                   | 45                   | 46                   | 45                   | 45                   | 50                   | 58                   | 60                   | 63                   | 42                   | 34                   | 31                   | 46                   |
| -------------------------------------------------- | -------------------- | -------------------- | -------------------- | -------------------- | -------------------- | -------------------- | -------------------- | -------------------- | -------------------- | -------------------- | -------------------- | -------------------- | -------------------- |
| Джерело: Дані метеостанції №55437 (КНР, 1991-2020) |                      |                      |                      |                      |                      |                      |                      |                      |                      |                      |                      |                      |                      |